# Drimia glaucescens
Drimia glaucescens är en sparrisväxtart som först beskrevs av Adolf Engler och Kurt Krause, och fick sitt nu gällande namn av Hildemar Wolfgang Scholz. Drimia glaucescens ingår i släktet Drimia och familjen sparrisväxter. Inga underarter finns listade i Catalogue of Life.